# Taichi Oka
Taichi Oka (japonés: 岡太一; 5 de abril de 1988) es un luchador japonés de lucha grecorromana. Compitió en tres campeonatos mundiales. Se clasificó en la decimosexta posición en 2013. En el puesto décimo en la Copa del Mundo del 2013 y en Juegos Asiáticos en 2014. Ganó la medalla de bronce en campeonato asiático en el año 2015.